# شعر (محافظة تربة)
شِعِر؛ بكسر الشين وكسر العين، هو مركز من مراكز محافظة تربة البقوم في المملكة العربية السعودية، ويبعد عن المحافظة بمسافة 37 كم (شمال شرق) وعن محافظة الخرمة ب 50 كم (جنوب غرب). وسمي شعر (شعِرًا)؛ لكثرة ووفرة الشعراء ولأنه سابقًا كان ملتقى شعراء بني هلال ويقع المركز على ضفاف وادي تربة الشهير.

## قصة التأسيس
تأسست قرية شَعِر في عام 1358 هـ - 1939 م على يد الشيخ / عايض بن برغش الهذيلي من هذيل، وكانت القرية آنذاك صحراء قاحلة تحفها بعض غابات الأشجار هُنا وهُناك.
دبت الحياةُ هُنا بحلول عام 1939 م بعد أن قدم رجلٌ أعزل -الشيخ عايض- تاركًا الجبل الأسمر المسمى (جبل حضن) نازلاً إلى السهل.

## سكان مركز شَعِر
يُقدر عدد سكان شعر ب 15000 نسمة وعدد المنازل ب 1000 منزل.

## الخدمات المتوفرة بالمركز
يتوفر في شعر بعض خدمات البنية التحتية من أسفلت (طريق معبد) وكهرباء عامة وخطوط هواتف أرضية ومتنقلة ومدارس ابتدائية ومتوسطة وثانوية للبنين والبنات ومركز رعاية صحية أولية ومركز إداري تابع لمحافظة تربة البقوم وهي من المحافظات التابعة لإمارةمكة المكرمة كما يوجد بالمركز العديد من محطات تعبئة البنزين والديزل ومحلات للتموينات الغذائية وكذلك نادي شعر الرياضي.